# Really Love
„Really Love” – piosenka i pierwszy singel D’Angelo and the Vanguard z trzeciej płyty studyjnej D’Angelo (Black Messiah), wydany 15 grudnia 2014 przez RCA Records. W Polsce promocja radiowa rozpoczęła się 12 stycznia 2015. Utwór można było usłyszeć na żywo 3 lipca 2015 podczas Open’er Festival w Gdyni. Piosenka otrzymała dwie nominacje do nagród Grammy w kategoriach Nagranie Roku i Najlepsza Piosenka R&B.